# Битка при Драч (1081)
Битката при Драч се провежда на 18 октомври 1081 година между Византийската империя, водена от император Алексий I Комнин, и норманите от Южна Италия под ръководството на Робер Гискар, херцог на Апулия и Калабрия. Битката се води извън стените на Драч, византийската столица на Илирия, и завършва с победа на норманите.
След завладяването на Византийска Италия и Сарацинска Сицилия от страна на норманите император Михаил VII сгодява сина си за дъщерята на Робер Гискар. Когато Михаил е свален от престола, това дава повод на Гискар да нахлуе във Византия през 1081 година. Неговата армия обсажда Драч, но флотът му е разбит от венецианците. На 18 октомври норманите влизат в сблъсък с византийската армия под командването на Алексий I Комнин. Битката започва с атака на дясното крило на византийците, което напада лявото крило на норманите. Те се пречупват и разбягват. Варяжките наемници започват да преследват бягащите нормани, но се отделят твърде много от основните сили и са избити. Норманските рицари в центъра атакуват византийците в центъра и ги обграждат, което води до разпадане на по-голямата част от византийската армия.
След тази победа норманите завладяват Драч през февруари 1082 година и напредват навътре в сушата, като завладяват големи части от Македония и Тесалия. В това време Робер трябва да напусне Византия, защото неговият съюзник папата е нападнат от императора на Свещената римска империя Хайнрих IV. Робер оставя във Византия сина си Боемунд начело на армията. Синът му отначало се справя добре, като побеждава Алексий в няколко битки, но накрая е победен в околностите на Лариса. Така, принуден да се оттегли в Италия, Боемунд губи всички територии, завладени през това време. Византийското възстановяване започва с Комниновата реставрация.

## Предходни събития
Норманите за първи път пристигат в Южна Италия през 1015 година от Северна Франция и служат като наемници на местните ломбардски лордове срещу Византия. Тъй като им се заплаща със земи, те скоро стават толкова силни, че оспорват папската власт. През 1054 година побеждават папата в битката при Чивитате и той признава тяхната власт. През 1059 година папата прави Робер дьо Отвил херцог на Апулия, Калабрия и Сицилия. Обаче по-голямата част от Апулия и Калабрия е във византийски ръце, а Сицилия – в сарацински ръце.
До 1071 година Робер заедно с брат си Рожер завладяват и последната византийска крепост в Италия – Бари. До края на следващата година завладяват цяла Сицилия и слагат край на съществуването на Емирата на Сицилия. През 1073 година византийският император Михаил VII Дука изпраща пратеничество при Робер, като му предлага брак между сина си Константин Дука Багренородни на дъщерята на Робер, Елена. Гискар приема предложението и изпраща дъщеря си в Константинопол. Обаче през 1078 година Михаил VII Дула е детрониран от Никифор III Вотаниат – събитие, което унищожава всеки шанс на Елена за престола. Това дава повод на Робер да нападне с мотива, че към дъщеря му не се отнасят подобаващо, но неговия поход се отлага за известно време поради въстание в Италия
Робер мобилизира в армията си всички мъже в боеспособна възраст. Междувременно изпраща пратеник до византийския двор със заповед да изиска добро отношение към Елена и да спечели доместника на схолите Алексий. Резултатът от тези опити остава неизвестен, но пратеникът попада под излъчването на Алексий и завръщайки се в Италия, чува за успешния преврат на Алексий срещу Вотаниат, чрез което става Алексий I Комнин.
Когато пратеникът се завръща, той посъветвал Робер да иска мир, твърдейки че Алексий не иска нищо друго освен приятелство с норманите. Робер няма намерение за мир и той изпраща сина си Боемунд с част от армията към Византия, където Боемунд стъпва на сушата при Аулон, а Робер пристига малко по-късно.

## Прелюдия
„Не бидейки доволен от хората, които служат в неговата армия от началото и притежаващи боен опит, той (Робер Гискар) създава нова армия, изградена от наемници без значение на възрастта. Той ги събира от всички части на Ломбардия и Апулия над допустимата и под допустимата възраст, жалки предмети, които никога не са виждали броня в сънищата си, но след това облечени в нагръдници и носещи щитове, странно държещи лъкове, които са неизползвани, оставени да маршируват...Все пак колкото и да не са били използвани като войници, той (Робер Гискар) ги обучаваше всекидневно и превърна своите наемници в дисциплинирата сила. Това беше неговата работа в Салерно преди да пристигне в Отранто.“
Норманският флот, състоящ се от 150 кораба, включително и 60 конски транспорта, тръгва към Византийската империя в края на май 1081 година. Армията наброява 30 000 души, подкрепени от 1300 нормански рицари Флотът отплава за Авалона на византийска територия. Там към тях се присъединяват няколко кораба от Дубровник, република на Балканите, враг на византийците.
Робер скоро напуска Авлона и отплава за остров Корфу, който се предава заради малкия си гарнизон. Осигурил си предмостие и разчислил пътя си за доставяне на подкрепление, Робер настъпва към град Драч, столица и главно пристанище на Илирия. Градът е добре защитен от дълъг и тесен полуостров, вървящ паралелно с брега, но разделен от блата. Гискар довежда армията си на полуострова и установява лагер извън градските стени. Обаче, флотът на Гискар, който отплава за Драч, попада в буря и губи някои от корабите си.
Междувременно Алексий научава, че норманите се подготвят да нападнат византийската територия, и изпраща пратеник до венецианския дож Доменико Селво с искане за военна помощ срещу норманите в замяна на търговски привилегии за Венецианската република. Дожът, разтревожен от норманския контрол на Отрантския проток, застава начело на венецианския флот и отплава, изненадвайки през нощта норманския флот под командването на Боемунд. Норманите контраатакуват упорито, но липсващият им опит в морски битки се оказва решаващ. Опитната венецианска флота атакува в близка формация, известна като „морско пристанище“, и чрез използване на гръцки огън разпръскват норманските кораби. След това венецианският флот отплава за пристанището на Драч.

## Обсада на Драч
Робер не се обезкуражава от тази морска загуба и започва обсадата на Драч. Гарнизонът на града е под командването на опитния генерал Георги Палеолог, изпратен от Алексий със заповед да удържи на всяка цена града, докато самият Алексий събере армия, за да освободи града от обсадата.
Византийският флот пристига и след като към него се присъединява и венецианският, заедно атакуват норманския флот, който още веднъж е разпръснат. Гаризонът на Драч успява да издържи цяло лято въпреки катапултите, балистите и обсадните кули на Робер. Гарнизонът излиза на непрекъснати набези от града, а в един случай Палеолог се бие цял ден, докато в черепа му бил забит връх на стрела. Друг набег успява да разруши обсадна кула на Робер.
В лагера на Робер избухва епидемия, която според съвременния тогава историк Анна Комнина убива над 10 хиляди души, включително и 50 рицари. Дори и тогава ситуацията на гарнизона в Драч продължава да се влошава поради ефектите от обсадните оръжия на норманите. Алексий разбира за това, докато е в Солун с армията си, и потегля с всичките си сили към Драч. Според Комнина, Алексий има на разположение около 20 хиляди души, а историкът Джон Халдън изчислява броя им между 18 и 20 хиляди души, докато оценките на Джон Биркенмайер са за между 20 и 25 хиляди души. Армията на Алексий се състои от тракийски и македонски тагми, наброяващи около 5 хиляди души, и елитни части, наречени екскувити и вестиарити, наброяващи хиляда души. Отделно, към армията му се присъединяват 2 хиляди манихейци, тесалийска конница, балкански наемници, арменска пехота и други лековъоръжени войски. Освен местните войски към византийците идват още и 2 хиляди селждукски турци, хиляда франски наемници, около хиляда варяги, както и 7 хиляди турски съюзници, изпратени от Иконийския султанат. Алексий също изтегля тагмите от Хераклея Понтика и други византийски крепости в Мала Азия и правейки това, той ги оставя да бъдат превзети от турците.

## Битката

### Първоначални действия
Алексий напредва от Солун и установява своя лагер при река Харзан близо до Драч на 15 октомври. Там събира военния си съвет и търси съвет от старшите си военачалници. Сред тях са Григорий Бакуриани, който успява да се измъкне от града. Мнозинството от старшите военачалници, включително и Палеолог, обръщат внимание на това, че времето е с императора. Алексий обаче е по-скоро на мнение за незабавно нападение с надеждата, че ще притисне армията на Гискар отстрани, докато тя все още обсажда града. Алексий премества армията си до хълмовете срещу града, планирайки атака над норманите на следващия ден.
Гискар обаче е уведомен за пристигането на Алексий от своите шпиони и през нощта на 17 октомври премества армията си от полуострова на главната суша. Научавайки за хода на Гискар, Алексий преразглежда бойния си план. Той разделя армията си на три части – ляво крило под командването на Григорий Бакуриани, дясно крило под командването на Никифор Мелисин, а самият Алексий застава начело на центъра. Гискар построява своята армия срещу тази на Алексий, като дясното крило е под командването на граф Джовинацо, лявото – под командването на Боемунт, а центърът под ръководството на Гискар е разположен срещу центъра на Алексий.
На варягите заемат предната линия, а част от стрелците са разположени малко зад тях. На стрелците е заповядано да минат пред варягите и да изстрелят част от стрелите, след което да отстъпят зад тях.
След като двете армии се приближават една към друга, Гискар изпраща малка конница, позиционирана в центъра, да извърши лъжлива атака на византийските позиции, надявайки се по този начин да увлече варягите в преследване. Този план обаче се проваля, след като конницата му е принудена да отстъпи от стрелците. Норманското ляво крило изведнъж напредва до точката, където се срещата византийският ляв фланг и центърът, насочвайки атаката си срещу левия фланг на варягите. Варягите уддържат позицията си, докато византийците отстъпват, между тях и някои от елитните войски на Алексий. Норманската формация се разпада и норманите се разбягват към плажа. Там според Комнина те се събират при съпругата на Гискар Сикелгайта, описана като „друга Палада, ако не и втора Атина“.

### Византийският колапс
Междувременно византийският десен фланг и център са заети в схватки с норманите срещу тях. Разбира се, след разпадането на десния фланг на норманите рицарите са в опасност да бъдат обградени. В този момент варягите (главно англосаксонци, които напускат Англия след норманското нашествие) се присъединяват към преследването на норманския десен фланг. С огромните си бойни брадви варягите атакуват норманските рицари, които са изтласкани, след като конете им се подплашват. Варягите скоро се оказват разделени от главните части на византийците и изтощени, за това не могат да удържат повече нападението. Гискар изпраща част от копиеносци и арбалетчици срещу варягите и им нанася тежки поражения. Малкото останали варяги влизат в църквата „Архангел Михаил“. Норманите незабавно подпалват църквата и всички варяги умират в огъня.
Георги Палеолог прави набег от Драч, но се проваля в опита си да спаси ситуацията. Нещо повече, васалът на Алексий Константин Бодин от Дукла го предава. Турците, които са пратени от селджукския султан Сюлейман I, последват примера на Константин и дезертират.
Лишен от лявото си крило, Алексий е уязвим в центъра. Гискар изпраща тежката конница срещу неговия център. Те първо отблъскват част от византийската предна линия и я разбиват на малки части, които са разбити в различни точки. Тази атака разваля византийската линия окончателно. Императорският лагер, който е оставен без охрана, попада в ръцете на норманите.
Алексий и неговата охрана се бият, доколкото могат да издържат, преди да отстъпят. След отстъплението Алексий се отделя от охраната си и е атакуван от нормански войници. Докато бяга, той е ранен в челото и губи много кръв, но успява да стигне до Охрид, където прегрупира своята армия.

## Последици
„Алексий е бил несъмнено добър тактик, но е бил лошо подведен от недисциплинираното преследване на вражеските крила, кардинален грях на византийските тактически упътвания. Той се проваля в опита си за адекватна преценка на ефективността на норманската тежка конница, която преминава през неговите линия с много малка съпротива.“
Битката е тежка загуба за Алексий Комнин. Историкът Джонатан Харис казва, че загубата е „била по-тежка от тази при Манцикерт“ Алексий губи около 5000 от своята армия, включително и повечето от варягите. Норманските загуби са неизвестни, но Джон Халдън твърди, че те са значителни, след като и двете им крила са разбити и напускат битката.
Георги Палеолог не успява да влезе отново в града след битката и остава с главните сили. Защитата на цитаделата е оставена на венецианците, докато самият град е оставен на албанските комиксорти.
През февруари 1082 година Драч пада, след като венецианските или амалфиански жители отварят портите на норманите. Норманската армия продължава да завзема части от Византия, без да среща много съпротива. Докато Гискар е в Костур, пристигат вестоносци от Италия, носещи новината, че Апулия, Калабрия и Кампания са вдигнали въстание. Той също така научава, че императорът на Свещената римска империя Хайнрих IV е пред портите на Рим и обсажда папа Григорий VII, съюзник на норманите. Алексий води преговори с Хайнрих и му дава 360 000 златни монети в замяна на съюз. Хайнрих отговаря, като напада Италия и атакува папата. Гискар заминава за Италия и оставя Боемунд да командва армията във Византия.
Алексий, отчаян за пари, заповядва конфискация на всички църковни богатства. С тези пари той събира армия близо до Солун и заминава да се бие с Боемунд. Боемунд обаче побеждава Алексий в две битки – близо до Арта и една при Янина. Това оставя у Боемунд контрола над Македония и почти цяла Тесалия. По-късно Боемунд напредва с армията си към Ларида. Междувременно Алексий събира нова армия със 7000 селджукси турци, изпратени от султана. Той напредва към норманите при Лариса и ги побеждава. Деморализираната и неплатена норманска армия се завръща на брега и отплава обратно към Италия. Алексий дава на венецианците търговска колония в Константинопол и ги освобождава от търговски задължения в замяна на тяхната помощ отново. Венецианците завладяват Драч и Корфу в замяна на това и ги връщат на Византийската империя. Тези победи връщат империята в предишното статукво и маркират началото на Комниновата реставрация.

## Цитирани източници

### Първични източници
- Anna Comnena (translated by E. R. A. Sewter). The Alexiad. London: Penguin Books, 1996, ISBN 0-14-044215-4

### Вторични източници
- Birkenmeier, John W. The Development of the Komnenian Army: 1081 – 1180.   Boston, Massachusetts, Brill, 2002. ISBN 90-04-11710-5.
- Brown, Reginald Allen. The Normans.   Woodridge, Boydell Press, 1984. ISBN 0-85115-199-X.
- Cross, Robin. The Guinness Encyclopedia of Warfare.   Enfield, Guinness Publishing, 1991. ISBN 0-85112-985-4.
- D'Amato, Raffaele, Rava, Giuseppe. The Varangian Guard 988 – 453.   Long Island City, New York and Oxford, United Kingdom, Osprey Publishing, 2010. ISBN 1-84908-179-4.[неработеща препратка]
- Gravett, Christopher, Nicolle, David. The Normans: Warrior Knights and their Castles.   Oxford, United Kingdom, Osprey Publishing, 2006. ISBN 1-84603-088-9.[неработеща препратка]
- Haldon, John F. The Byzantine Wars: Battles and Campaigns of the Byzantine Era.   Stroud, Gloucestershire, Tempus Publishing, 2001. ISBN 0-7524-1795-9.
- Harris, Jonathan. Byzantium and the Crusades.   London, United Kingdom, Hambledon and London, 2003. ISBN 1-85285-298-4.
- Holmes, Richard. The World Atlas of Warfare: Military Innovations that Changed the Course of History.   Viking Studio Books, 1988. ISBN 0-670-81967-0.
- Hooper, Nicholas, Bennett, Matthew. The Cambridge Illustrated Atlas of Warfare: The Middle Ages, 768 – 1487.   Cambridge, United Kingdom, Cambridge University Press, 1996. ISBN 0-521-44049-1.[неработеща препратка]
- Norwich, John Julius. Byzantium: The Decline and Fall.   London, United Kingdom, Viking, 1995. ISBN 0-670-82377-5.
- Treadgold, Warren T. A History of the Byzantine State and Society.   Stanford, California, Stanford University Press, 1997. ISBN 0-8047-2421-0.